# Xã Wisner, Quận Cuming, Nebraska
Xã Wisner (tiếng Anh: Wisner Township) là một xã thuộc quận Cuming, tiểu bang Nebraska, Hoa Kỳ. Năm 2010, dân số của xã này là 158 người.